# Puncak Jaya
Vous lisez un « article de qualité » labellisé en 2009.  Il fait partie d'un « thème de qualité ».
Pour les articles homonymes, voir Kabupaten de Puncak Jaya, Puncak, Jaya et Carstensz.
Le Puncak Jaya ou pyramide Carstensz est une montagne d'Indonésie située sur l'île de Nouvelle-Guinée, dans la province de Papouasie centrale. Ses 4 884 mètres d'altitude font de cette montagne le point culminant de l'Indonésie et de l'Océanie, ce qui l'inscrit dans la catégorie des sept sommets, et place la Nouvelle-Guinée en première position dans le classement des îles par altitude.
Découverte par le Néerlandais Jan Carstenszoon en 1623, la montagne n'est approchée qu'au début du XXe siècle et n'est gravie qu'en 1962 en raison de sa relative inaccessibilité. La présence du Puncak Jaya dans la liste des sept sommets attire cependant de nombreux alpinistes désireux de gravir les points culminants des sept continents. Le Puncak Jaya et les sommets voisins sont un des rares endroits à présenter des glaciers sous des latitudes équatoriales. Ces quelques glaciers, dont le glacier Carstensz, qui s'étend sur la face orientale du Puncak Jaya, sont les restes d'une calotte glaciaire beaucoup plus importante, qui a commencé à régresser à la fin de la dernière période glaciaire, il y a 12 000 ans. Inclus dans le parc national de Lorentz, le Puncak Jaya est situé à proximité de la mine de Grasberg, une mine à ciel ouvert constituant un des plus importants gisements d'or et de cuivre au monde.

## Toponymie
Lorsque la montagne est découverte par les explorateurs néerlandais qui allaient ensuite coloniser ce qui deviendra l'Indonésie, elle est baptisée Carstenzpiramide en néerlandais, en français « pyramide Carstensz », en l'honneur du navigateur néerlandais Jan Carstenszoon, commandant de la première expédition européenne à l'avoir vue. Il existe de nombreuses variantes de toponymie, toutes erronées, basées sur Carstensz Pyramid, le nom en anglais de la montagne, et qui sont Karstens Pyramid, Carstens Pyramid, Carstenz Pyramid, Carstenzs Pyramid, Carstesz Pyramid, Carstes Pyramid, Carstez Pyramid, Karstensz Pyramid, Karstenz Pyramid, Karstesz Pyramid, Karstes Pyramid, y compris avec la variante Piramid.
Après la reconnaissance de l'indépendance de l'Indonésie le 27 décembre 1949, la partie occidentale de l'île de Nouvelle-Guinée reste sous contrôle des Néerlandais,. Ce n'est que le 1er mai 1963 et après deux ans d'affrontements armés que la Nouvelle-Guinée néerlandaise est intégrée à l'Indonésie,. La montagne est alors rebaptisée Puncak Soekarno en indonésien en l'honneur du premier président de l'Indonésie, tandis que les communistes adoptent le nom de Puncak Jaya, en français « Pic de la Victoire »,,. De ce dernier nom apparaîtront des formes erronées telles que Puncak Jaja ou Puncak Jaia.
Actuellement, les noms de « Puncak Jaya » et « pyramide Carstensz » sont utilisés indifféremment bien que les alpinistes semblent préférer la dernière forme,,. Puncak Jaya Kesuma, Puncak Jayakesuma, Jaya Kesuma, Jayakesuma, Mount Jayakesumu, Puntiak Djaja, Puncak Djaja, Punjak Jaya soit en français « pic Jaya », Mount Carstensz,,, Carstensz Toppen, Carstensz Pyramida, Gunung Jaya soit en français « mont Jaya », Peak Sukarno et Gunung Sukarno sont aussi des variantes utilisées. En amung (appelée aussi damal), la langue des Amungme, un des groupes papous vivant dans la chaîne de Sudirman, la montagne est appelée Nemangkawi.
Le nom de Puncak Jaya est parfois utilisé pour nommer le Nga Pulu qui se situe à proximité,. En effet, cette montagne est considérée par certains Indonésiens comme le point culminant de leur pays en lieu et place du Puncak Jaya, alors qu'elle culmine officiellement à 4 862 mètres d'altitude, soit 24 mètres de moins que le Puncak Jaya. Une autre montagne actuellement non nommée et située à 500 mètres à l'ouest du Nga Pulu, soit au nord-est du Puncak Jaya, est elle aussi parfois appelée « Puncak Jaya ».

## Géographie

Carte topographique de la région du Puncak Jaya.

### Localisation
Le Puncak Jaya est situé dans l'Ouest de l'île de Nouvelle-Guinée ce qui l'inclut dans l'Océanie,. Il fait partie de la chaîne de Sudirman,, un des massifs des monts Maoke qui parcourent le centre de l'île de Nouvelle-Guinée d'est en ouest,. Il n'est distant que de quatre-vingt kilomètres à vol d'oiseau de la mer d'Arafura située au sud-sud-ouest,,.
Le Puncak Jaya est entouré par la plaine méridionale de l'île de Nouvelle-Guinée au sud, par la chaîne des Explorateurs au sud-est et par la chaîne Hens au nord,. Les sommets les plus proches sont le Carstensz Oriental et le pic Wollaston à l'est-sud-est, le Nga Pulu à l'est-nord-est, le Grasberg et le Ngga Pilimsit au nord-ouest, le Platen Spitz au sud-ouest et le mont Vennus au sud,. La mine de Grasberg, une des plus importantes mines d'or au monde, se situe à environ cinq kilomètres à vol d'oiseau du Puncak Jaya en direction du nord-ouest et la ville la plus proche, Tembagapura, est située à une dizaine de kilomètres à vol d'oiseau vers le sud-ouest.
Administrativement, la montagne se situe dans l'Est de l'Indonésie, dans la province de Papouasie centrale et dans l'Est du kabupaten de Mimika, non loin des kabupaten de Puncak Jaya qui se situe au nord, de Jayawijaya au nord-est et de Merauke au sud-est.

### Topographie

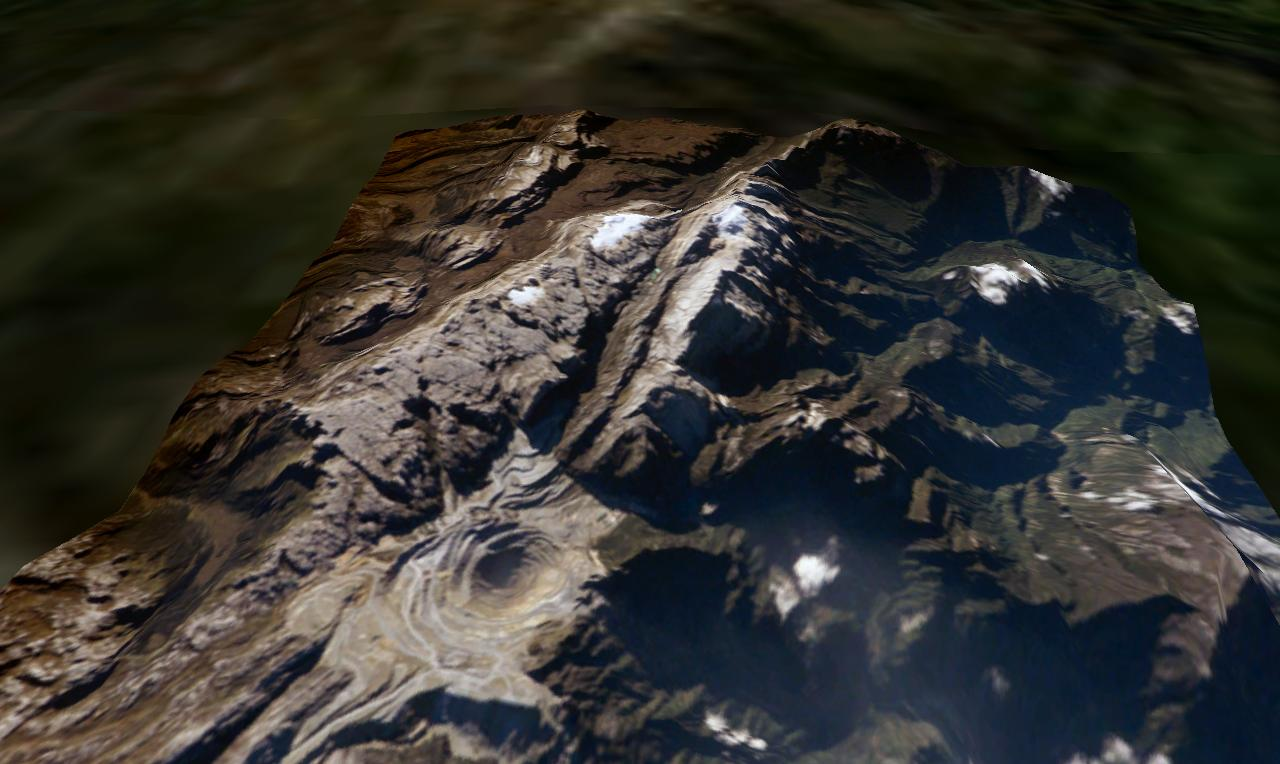
Image satellite montrant le Puncak Jaya (au centre) et la mine de Grasberg en 2005.

L'altitude du Puncak Jaya est encore sujette à débat. Officiellement, il culmine à 4 884 mètres,, mais certaines sources comme les cartes de navigation aérienne australiennes ou des atlas mentionnent des altitudes de 5 020 mètres, 5 030 mètres, ou encore 5 039 mètres. L'expédition australienne du début des années 1970 qui a effectué la première cartographie des environs du Puncak Jaya avec des instruments modernes a obtenu une altitude de 4 883,87 mètres pour le Puncak Jaya. Du fait de sa proéminence, le Puncak Jaya est le plus haut sommet entre l'Himalaya et les Andes en passant par l'océan Pacifique,. Il est le cinquième sommet au monde avec la plus grande isolation topographique : la montagne plus élevée la plus proche est le Shanzidou situé dans le massif du Yulong Xue Shan, dans le Yunnan, en Chine, à 5 235 kilomètres à vol d'oiseau en direction du nord-ouest, avec 5 596 mètres d'altitude.
Le sommet du Puncak Jaya est constitué d'une masse rocheuse formant une falaise de 500 à 600 mètres de hauteur qui domine le glacier Carstensz de 300 mètres. Tandis que la base de cette falaise présente une inclinaison de seulement 10 à 15°, les quatre-vingts derniers mètres sont quasiment à la verticale et en surplomb.

### Hydrographie

Carte animée montrant le recul de la calotte glaciaire du Puncak Jaya au cours de la période 1850-2003.

Le Puncak Jaya et les sommets avoisinants constituent un des rares endroits au monde où des glaciers sont situés sous des latitudes proches de celle de l'équateur. En plus du Puncak Jaya, c'est le cas du Puncak Mandala, du Nga Pulu et du Ngga Pilimsit, eux aussi situés sur l'île de Nouvelle-Guinée,,,, du Kilimandjaro, du Rwenzori et du mont Kenya en Afrique et des Andes équatoriennes en Amérique du Sud. Un autre glacier existait en Nouvelle-Guinée sur le Puncak Trikora mais il a entièrement fondu entre 1939 et 1962,. Reliques de l'ancienne calotte glaciaire qui s'étendait sur 863 km2 il y a 15 000 ans, les glaciers couvrant les pentes du Puncak Jaya et des sommets voisins ne mesuraient plus qu'environ 7 km2 au début des années 1970 et 2,1 km2 en 2002,. Parmi ces glaciers, les deux à être des glaciers de vallée sont le glacier Carstensz qui s'étend à l'est du Puncak Jaya et le glacier Meren qui se trouvait sur la face sud-ouest du Nga Pulu mais qui a entièrement fondu à la fin du XXe siècle,.
Le Puncak Jaya alimente un seul bassin versant, celui donnant sur la mer d'Arafura située à environ quatre-vingts kilomètres à vol d'oiseau au sud, par l'intermédiaire de deux fleuves : l'Otomona et l'Otokwa,. Le versant nord du Puncak Jaya alimente la rivière Aghawagon qui prend sa source aux pieds des glaciers Carstensz dans la vallée Jaune et de Meren dans la vallée du même nom. Cette rivière forme la rivière Otomona Est en rejoignant la rivière Wanagon. Le fleuve Otomona est ensuite formé de la confluence des rivières Otomona Est et Ouest,. Le versant sud du Puncak Jaya donne quant à lui sur la rivière Nasura qui alimente le fleuve Otokwa via la rivière Tsing,,.

### Géologie

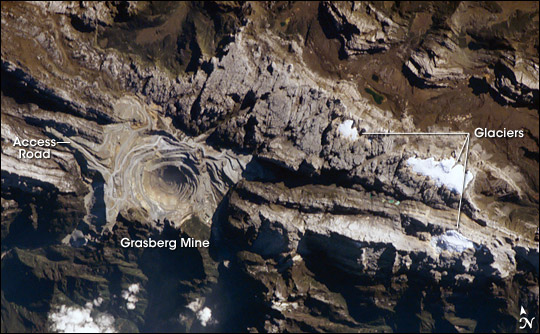
Image satellite montrant le Puncak Jaya et les glaciers ainsi que la mine de Grasberg.

La formation des monts Maoke auxquels appartient le Puncak Jaya est la conséquence de la collision entre la plaque australienne située au sud et la plaque Maoke située au nord. La surrection de ces montagnes aurait débuté à la fin du Pliocène, il y a environ dix millions d'années, lorsque des terrains sédimentaires composés de calcaires, de marnes et de grès datant du Jurassique ont commencé à se déformer. Ces déformations seraient encore à l'œuvre et se traduiraient par des mouvements essentiellement horizontaux au niveau du Puncak Jaya. Dans le secteur du Puncak Jaya, cette collision s'est traduite par la prise en étau de terrains qui se sont retrouvés comprimés et soulevés, formant alors le massif composé du Puncak Jaya et des sommets voisins. Sous la pression, ces terrains se sont déformés avec l'apparition de structures géologiques pseudo-parallèles orientées selon un axe sud-sud-est/nord-nord-ouest. De l'extérieur du massif vers l'intérieur se succèdent une faille, une falaise, un synclinal et un anticlinal disposés de manière pseudo-symétrique. Le sommet du Puncak Jaya se trouve à la limite sud de ces structures et constitue une proéminence de la falaise qui le relie au Carstensz Oriental,. Superposé à ces structures tectoniques se rajoute un pluton ayant entraîné un métamorphisme, situé à l'ouest du Puncak Jaya, à l'emplacement des mines de Grasberg et d'Ertsberg et mis en place au Pliocène.
Les roches formant le sommet du Puncak Jaya sont des calcaires très résistants,,, ce qui est confirmé par les alpinistes l'ayant gravi qui parlent d'une roche aussi dure que le verre. Ces calcaires datant du Miocène, peuvent former des reliefs karstiques, notamment à l'est du Puncak Jaya,. Le relief a été modelé par l'érosion, notamment glaciaire,. Ces glaciers ont creusé des vallées glaciaires telles que les vallées Jaune et de Meren, des ombilics glaciaires tels que les prairies de Carstensz, des moraines, des cirques et des pics. De cette calotte glaciaire qui a commencé à régresser à la fin de la dernière période glaciaire, il ne reste plus que les petits glaciers qui se trouvent sur le Puncak Jaya, le Carstensz Oriental, le Nga Pulu et le Ngga Pilimsit.

### Climat
Du fait de sa latitude proche de l'équateur, le climat présent en Nouvelle-Guinée est de type équatorial et dominé par l'influence de la zone de convergence intertropicale. Cette zone est caractérisée par de forts mouvements convectifs de l'atmosphère induits par la convergence des alizés en provenance des hémisphères nord et sud. Cette zone de convergence intertropicale subit une faible saisonnalité et se trouve au-dessus de la Nouvelle-Guinée lors de l'hiver dans l'hémisphère nord. Le Puncak Jaya influence aussi grandement le climat local en raison de son altitude d'une part mais aussi de la topographie, contribuant ainsi à créer un microclimat.
Ainsi, tandis que les plaines et les contreforts des monts Maoke sont soumis à un climat typiquement équatorial caractérisé par des températures élevées et une forte pluviométrie répartie tout au long de l'année, le Puncak Jaya et les sommets environnants connaissent une influence montagnarde typique des hauts sommets situés aux latitudes proches de l'équateur,,. Ce microclimat présente certaines caractéristiques communes au climat équatorial des basses altitudes comme une faible variabilité annuelle des températures de l'ordre de 0,5 °C et une forte pluviométrie, mais il se différencie par une variabilité saisonnière dans la répartition des précipitations et l'ensoleillement,,. Ces précipitations connaîtraient ainsi un maximum annuel entre fin-décembre et fin-mars par extrapolation des mesures effectuées au mont Wilhelm situé en Papouasie-Nouvelle-Guinée. Le taux élevé d'humidité atmosphérique, 88 % en moyenne et jusqu'à 100 %, entretenu par les fortes températures et la proximité de la mer d'Arafura située à environ quatre-vingts kilomètres à vol d'oiseau expliquent cette relative constance annuelle des températures. La convection provoquée par les masses d'airs chaudes et humides en provenance du sud et butant contre les monts Maoke sont à l'origine de la formation de nombreux nuages qui déversent leur humidité sur les flancs du Puncak Jaya sous la forme de pluie mais aussi de neige,. Cette pluviométrie, qui atteint 5,5 mètres par an en dessous de 3 500 mètres d'altitude, est sensiblement du même ordre de grandeur à haute altitude,,. Il pleut ainsi plusieurs heures par jour même à haute altitude, généralement de la fin de la matinée ou du début de l'après-midi jusqu'à la fin de la nuit,,,,. Ces précipitations peuvent se faire sous forme de neige lorsque les températures deviennent négatives, comme c'est souvent le cas la nuit,,. Cette couche de neige atteint des épaisseurs entre quinze et trente centimètres au petit matin mais fond rapidement au cours de la journée, notamment lorsque la neige laisse place à la pluie,.
L'absence de données météorologiques précises est due à l'inexistence de station météorologique dans le secteur du Puncak Jaya et plus particulièrement à très haute altitude,. Les chiffres les plus précis ont été obtenus lors des Carstensz Glaciers Expeditions qui ont installé des instruments de mesure la première fois entre les mois de décembre et mars et la seconde fois en février ainsi que par des alpinistes qui ont relevé ponctuellement des températures. Ainsi, si les températures peuvent varier de 12 à 37 °C la journée avec une hausse rapide lorsque le soleil se lève, elles peuvent descendre à −8 °C au camp de base à 4 300 mètres d'altitude et jusqu'à −10 °C au sommet du Puncak Jaya. Ces températures présentent une moyenne quotidienne variant entre 2,5 °C et 6,5 °C entre les mois de décembre et mars, chiffres à généraliser à l'ensemble de l'année en raison de leur faible variabilité.
Le vent, qui est généralement faible avec une moyenne légèrement supérieure à deux mètres par seconde et un maximum à quatre mètres par seconde, présente une variabilité nycthémérale. Le jour, les vents sont anabatiques en s'élevant depuis le fond des vallées vers les sommets le long des parois de la montagne, tandis que la nuit, le phénomène a tendance à s'inverser pour donner une circulation catabatique avec des vents se dirigeant vers les vallées depuis les sommets. Ce régime de brise de montagne, combiné aux autres facteurs atmosphériques et à l'altitude, augmente la rapidité du changement du temps si bien qu'au cours d'une même ascension, les alpinistes peuvent être confrontés au soleil, à la pluie et à la neige.

### Faune

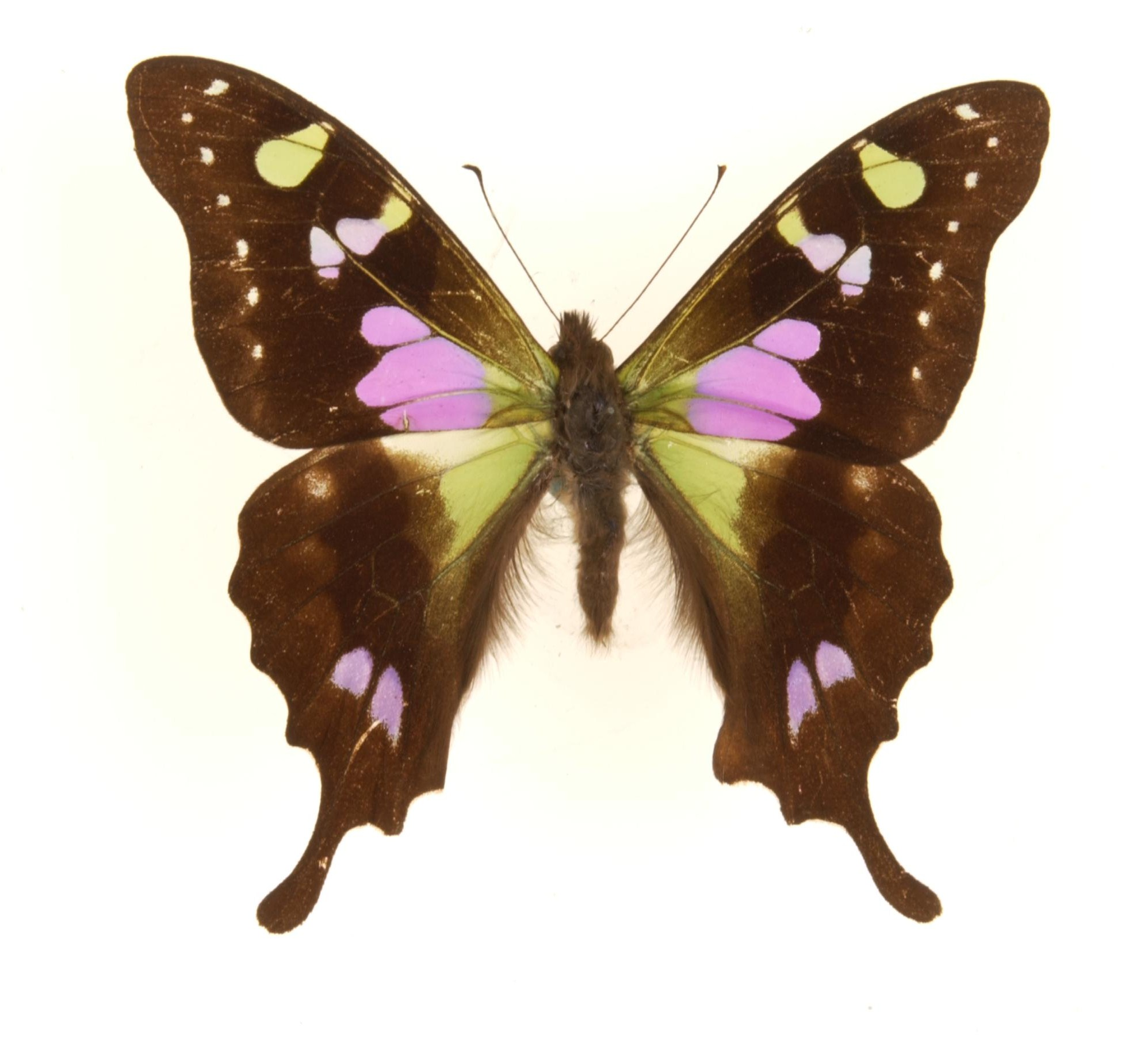
Graphium weiskei, une des cinq espèces de papillons présentes à proximité du Puncak Jaya.

Les plus hauts sommets des monts Maoke étant intégralement entourés d'une forêt pluviale, les espèces montagnardes vivant sur les plus hauts sommets de cette chaîne de montagne dont le Puncak Jaya présentent de fortes différences avec celles vivant à plus basse altitude. Ainsi, les espèces du sommet du Puncak Jaya sont plus fortement apparentées aux espèces vivant dans les régions tempérées des hémisphères nord et sud que celles vivant à quelques dizaines de kilomètres dans les plaines de Nouvelle-Guinée.
Aucune expédition scientifique menée dans le but d'inventorier la faune du Puncak Jaya n'a eu lieu si bien que les connaissances actuelles sont parcellaires. En ce qui concerne les invertébrés, les seuls recensés sont cinq espèces de papillons, un Angonyx (en), Daphnis dohertyi, Graphium weiskei, Leistera pulchristrigata et Tiracola rufimargo, retrouvés sur le glacier Meren mais vraisemblablement emportés accidentellement par le vent car en état de léthargie avancée. Le seul reptile trouvé est un individu du genre Lobulia capturé à 4 050 mètres d'altitude. Les oiseaux sont plus nombreux car 26 espèces ont été recensées dont les plus fréquentes sont la caille de montagne, le merle des îles, le méliphage de MacGregor, la paramythie huppée, le pipit de Nouvelle-Guinée et le miro des rochers, huit nomades et migratoires et trois, la colombine d'Étienne, l'hémiprocné à moustaches et un martin-chasseur, qui vivent habituellement en environnement tropical,. En ce qui concerne les mammifères, vingt espèces ont été répertoriées soit par observation, soit par capture, soit par identification d'ossements. Il s'agit de dix espèces de marsupiaux, le dendrolague unicolore, le pademelon à queue courte, le possum pygmée à longue queue, le pygmée à queue zébrée, une nouvelle espèce de thylogale, le Dasyure tacheté, Microperoryctes longicauda, un Phalanger, Pseudochirops cupreus et Dasyurus albopunctatus, de huit espèces de rongeurs, Baiyankamys habbema, Hyomys goliath, Mallomys rothschildi, Paramelomys rubex, Coccymys ruemmleri, Rattus niobe, Rattus richardsoni et d'une espèce non identifiée, d'une espèce d'échidné, l'échidné de Bruijn, ainsi qu'une espèce de canidé, le chien,,. La majorité de ces espèces ne sont toutefois plus présentes à ces altitudes élevées non pas en raison de changements climatiques ou d'un changement du biotope, mais vraisemblablement sous la pression de la chasse pratiquée depuis 5 000 ans dans les pelouses alpines du Puncak Jaya, ainsi qu'en raison de l'arrivée de nouveaux prédateurs représentés par le chien.

### Flore

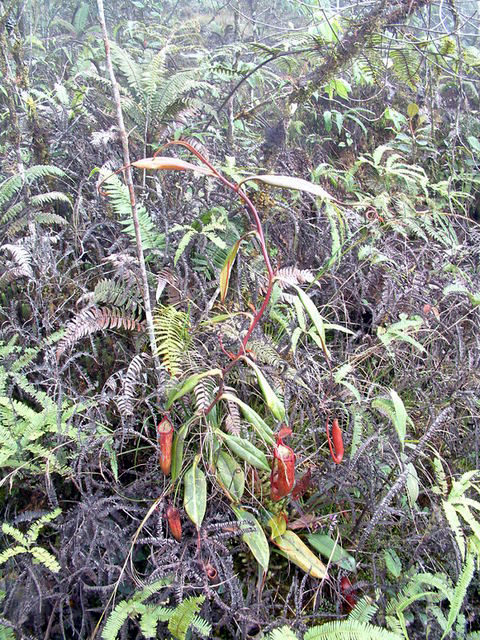
Espèce du genre Nepenthes sur les contreforts des monts Maoke à proximité du Puncak Jaya à environ 2600 mètres d'altitude.

De même que pour la faune, la flore présente sur le Puncak Jaya comme sur les autres sommets des monts Maoke est plus apparentée aux espèces des régions tempérées des hémisphères nord et sud que celles des forêts pluviales de Nouvelle-Guinée. Du fait de l'âge relativement récent des monts Maoke, les écosystèmes montagnards présents autour du Puncak Jaya ont dû se constituer en seulement quelques millions d'années ce qui se traduit par une flore peu diversifiée et montrant une faible spéciation par rapport à des écosystèmes similaires mais situés en zones tempérées. Néanmoins, une dizaine d'espèces sont endémiques au Puncak Jaya.
La flore alpine présente sur le Puncak Jaya forme des pelouses, des landes et des toundras qui s'étendent entre la limite supérieure des zones de buissons autour de 4 050 mètres d'altitude et la limite inférieure des glaciers et des falaises formant le sommet du Puncak Jaya autour de 4 585 mètres d'altitude. Toutefois, cette limite supérieure de la flore alpine est conditionnée par un sol inadapté à ce type de plantes et non par une altitude trop élevée, signe que la limite climatique de la flore alpine n'est apparemment pas atteinte en Nouvelle-Guinée.
Entre 4 000 et 4 500 mètres d'altitude s'étend une pelouse alpine se présentant sous la forme de touffes plus ou moins connectées parsemée de buissons notamment dans les zones rocailleuses et dont la taille n'excède pas quarante centimètres,. Les espèces herbacées composant cette pelouse dominée par Deschampsia klossii, sont principalement des carex, un cystoptère, une sagine, Anaphalioides mariae, Epilobium detznerianum, Frullania reimersii, Grammitis, Keysseria wollastonii, Papuzilla laeteviridis, Pteris montis-wilhelminae, Scleranthus singuliflorus et Tetramolopium klossii ; des espèces de mousses, Racomitrium crispulum, Bryum pachytheca et Distichium capillaceum ainsi que deux espèces de lichen, Thamnolia vermicularis et une Cetraria, sont également présentes,. Plus haut en altitude et jusqu'à la limite inférieure des glaces, la végétation est formée d'une toundra dominée par des mousses telles que Bryum pachytheca et Distichium capillaceum et présentant quelques herbacées comme  une sagine, Deschampsia klossii, Epilobium detznerianum, Epilobium prostratum, Keysseria wollastonii, une Pilea, Poa wisselii, Racomitrium crispulum et Scleranthus singuliflorus. Dans la vallée Jaune dont le sol est formé de moraines de petites tailles s'est constitué une toundra composée d'une renoncule, Breutelia aristifolia, Deschampsia klossii, Geranium potentilloides var. alpestre, Gnaphalium breviscapum et Tetramolopium klossii. Ces communautés herbacées sur les sols profonds parsemés de buissons dans des zones caillouteuses semblent avoir atteint le stade de climax.
Les glaciers situés à proximité du Puncak Jaya sont colonisés par une cryoflore composée d'algues appartenant à la division des chlorophytes telles que Chlamydomonas antarcticus, Chlorosphaera antarctica, Mesotaenium berggrenii, Scotiella antarctica, Scotiella nivalis et Scotiella norvegica var. carstenszis ainsi que de bactéries appartenant à la division des cyanophytes telle que Nostoc fuscescens var. carstenszis. Ces micro-organismes forment des associations créant des amas cellulaires de taille centimétrique colorés en brun ou en jaune-marron et présents surtout dans la zone d'ablation des glaciers Carstensz et Meren.

## Démographie

Carte des peuples du parc national de Lorentz. Le Puncak Jaya est en territoire Damal.

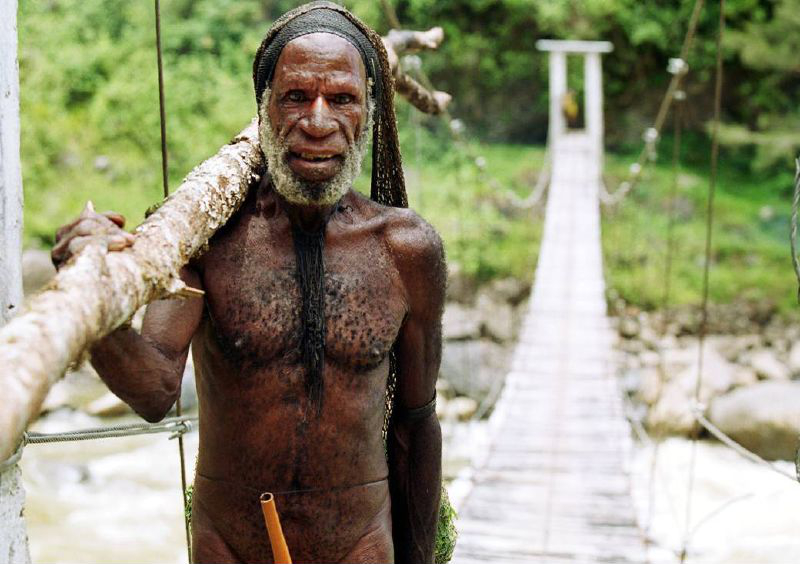
Homme du groupe papou des Dani.

La région autour du Puncak Jaya est habitée par les Damal, répartis en deux sous-groupes : les Damal proprement dit sur le versant Nord des monts Maoke et les Amungme Damal sur le versant Sud,,. Les autres groupes de la région sont les Dani occidentaux au nord-est et notamment dans la vallée de Baliem, les Moni et les Wolani au nord-ouest, les Ekari à l'ouest et les Sempan au sud. Ces Papous, présents en Nouvelle-Guinée depuis 30 000 ans, ont colonisé les monts Maoke depuis au moins 26 000 ans et des traces d'activité datant d'il y a 5 500 ans ont été trouvées à très haute altitude non loin du Puncak Jaya. Une occupation antérieure à 12 000 ans près du Puncak Jaya était impossible en raison de l'étendue de la calotte glaciaire à l'époque. Ces populations vivent actuellement dans des villages dispersés dans les vallées des monts Maoke, entre 1 200 et 2 500 mètres d'altitude.
Le Puncak Jaya, les sommets voisins et les glaciers sont inclus dans le territoire des Amungme Damal dont les villages les plus proches, Tsinga et Waa, sont situés à dix kilomètres à vol d'oiseau au sud, dans des vallées situées entre 1 500 et 1 700 mètres d'altitude,. Le plateau de Kemabu situé juste au nord du Nga Pulu est quant à lui fréquemment visité par des Damal qui s'y rendent pour la chasse,,. C'est d'ailleurs en raison de leur connaissance du plateau et des sentiers qui le traversent que les Damal sont souvent choisis comme guides et porteurs par les expéditions se rendant au Puncak Jaya,. Le secteur est aussi emprunté occasionnellement par des employés papous travaillant à la mine de Grasberg et qui empruntent le col New Zealand mais sans jamais s'aventurer au pied du Puncak Jaya. Ce sentier est encore largement méconnu et peu emprunté par les Papous, en raison du récent désenglacement du col New Zealand survenu après la Seconde Guerre mondiale.
Ces populations ont fait l'objet d'une occidentalisation partielle, si bien qu'ils mélangent coutumes et habitudes traditionnelles et modernes. Ainsi, bien que la carabine tende à remplacer l'arc pour la chasse, ils utilisent des outils en pierre et en os et arborent encore des décorations corporelles comme les plumes, les colliers, les peintures corporelles et les étuis péniens,. L'économie basée sur le troc et la monnaie de coquillage est encore largement acceptée, notamment dans les secteurs reculés où des objets en métal comme les couteaux sont beaucoup plus appréciés que les billets. Les missions installées dans les villes et les gros villages ont diffusé le christianisme, qui côtoie l'animisme, ainsi que l'instruction si bien que beaucoup de Papous parlent l'indonésien.

## Histoire

### Découverte et exploration

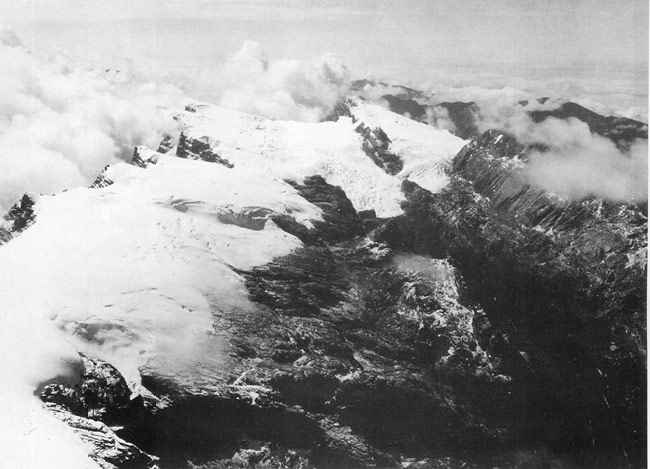
Image aérienne du Puncak Jaya (à droite dans les nuages), du Nga Pulu (à gauche) et des glaciers qui les recouvrent en 1936.

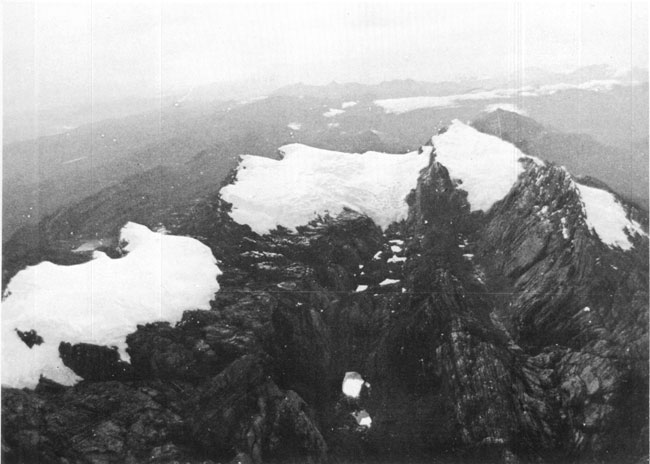
Image aérienne du Puncak Jaya (à droite), du Nga Pulu (à gauche) et des glaciers qui les recouvrent en 1972. Le glacier Carstensz est au centre droit de l'image et le glacier Meren au centre gauche.

La Nouvelle-Guinée est habitée depuis des millénaires et ses premiers habitants représentés par des groupes de chasseurs-cueilleurs ont déjà dû voir les sommets enneigés des monts Maoke il y a 30 000 ans. Le plus ancien témoignage d'une présence humaine à proximité du Puncak Jaya est fournie par des traces dans un foyer situées au nord du Puncak Jaya et datant de plus de 5 000 ans.
Le premier Européen à décrire le Puncak Jaya est le navigateur néerlandais Jan Carstenszoon à la fin du XVIIe siècle,. Le 16 février 1623, il aperçoit la montagne alors qu'il se trouve sur la côte Sud de la Nouvelle-Guinée, à environ quatre-vingts kilomètres à vol d'oiseau de la montagne,. De retour en Europe en 1663, personne ne croit à son récit d'une montagne couverte de neiges éternelles à hauteur de l'équateur. Ce n'est qu'à partir de 1899 lorsque les Néerlandais prennent le contrôle de l'ouest de la Nouvelle-Guinée que des expéditions d'exploration permettent d'obtenir une position et une altitude approximatives pour la montagne qui est alors dénommée Carstensz Toppen. Jusque dans les années 1930, le centre de l'île de Nouvelle-Guinée reste largement inexploré par les Européens, ce qui ne facilite pas l'approche de la montagne. Toutefois, en 1912 et 1913, une expédition menée par A. F. R. Wollaston parvient à franchir la forêt et les marécages de la plaine méridionale de l'île de Nouvelle-Guinée, à atteindre les monts Maoke et à entamer leur ascension,. Les 224 hommes passent trois jours au-dessus de 3 000 mètres d'altitude, entament un inventaire de la flore et atteignent le front d'un glacier qu'ils nomment glacier Van de Water. Mais cette expédition ne répond pas à certaines interrogations qui sont de prouver l'existence de montagnes plus élevées dans l'intérieur de la chaîne de montagnes et de démontrer les liens de parenté entre les populations papoues vivant de part et d'autre de ces montagnes. D'autres expéditions suivront, comme celle menée par le lieutenant Doorman en 1914 ou encore celles menées par Roux en 1926 et 1939.
La première tentative d'ascension du Puncak Jaya est le fait d'un groupe d'alpinistes mandatés par la Société géographique royale néerlandaise et menés par Anton Colijn en 1936,. L'expédition démarre d'Aika située sur la côte Sud de la Nouvelle-Guinée. Après 56 jours de marche et d'ascension, Colijn accompagné de deux autres Européens et de 38 porteurs dayaks atteint un sommet situé sur le rebord d'un glacier. Il s'agit en fait du Nga Pulu, considéré à l'époque comme le point culminant des Indes orientales néerlandaises, situé juste à côté du Puncak Jaya et couvert lui aussi de glaciers. Ce n'est que plus tard, après que les glaciers ont commencé à fondre et que l'on se rend compte des altitudes réelles, que le Nga Pulu perd son titre de plus haut sommet des Indes orientales néerlandaises au profit du Puncak Jaya. Les positions des fronts glaciaires sont indiquées avec des cairns, une vue aérienne est réalisée, les altitudes des différents sommets sont estimées et une collecte de quelques mots des populations papoues vivant dans le sud des monts Maoke confirme qu'ils sont apparentés aux Damal vivant dans le nord des montagnes. Au cours de cette expédition, deux jours avant d'atteindre le sommet, le docteur Jean Jacques Dozy, un géologue, extrait un échantillon d'une masse rocheuse sombre et contenant de la chalcopyrite,. La formation rocheuse est baptisée Ertsberg, en français « montagne du Minerai », après avoir été photographiée et échantillonnée. Cet affleurement de minerai de cuivre est à l'origine de la mine d'Ertsberg et de celle de Grasberg située juste à côté,,.

### Premières ascensions
Malgré leur évacuation en raison de l'avancée des Japonais en Nouvelle-Guinée, les missionnaires et les fonctionnaires coloniaux installés dans la région juste avant la Seconde Guerre mondiale s'établissent de nouveau après le conflit et étendent leur présence notamment avec la création de pistes d'atterrissage. De nouvelles expéditions permettent la découverte de nouvelles régions telle que la vallée de Baliem située à l'est du Puncak Jaya. Ces découvertes géographiques et ethnologiques, la présence d'Européens à l'intérieur des terres en Nouvelle-Guinée et les récents exploits d'alpinistes dans l'Himalaya relancent l'intérêt des alpinistes pour le Puncak Jaya,.
La première expédition dont le but principal est l'ascension du Puncak Jaya se met en marche en 1961 depuis la Nouvelle-Zélande. Mené par Collin Putt, le groupe part d'Illaga située à soixante-dix kilomètres à vol d'oiseau à l'est du Puncak Jaya et emprunte des sentiers tracés par les Papous. Traversant le plateau de Kemabu, les membres de cette expédition se livrent à des observations de la flore et de la géologie. En route pour le sommet, le groupe échoue à passer un col à 4 500 mètres d'altitude, baptisé depuis col New Zealand, ce qui le contraint à faire demi-tour. Cette expédition ne fut pas la seule à avoir des difficultés à franchir ce col car ce fut aussi le cas de l'expédition Cendarawasih composée de Japonais et de militaires indonésiens. Ne parvenant pas à localiser le col en raison du brouillard, ils escaladèrent la falaise située à l'ouest, redescendirent sur le col et gravirent le Nga Pulu.

Le Puncak Jaya est cependant gravi moins d'un an plus tard,. Philip Temple, un des membres de l'expédition néo-zélandaise, sert de guide au groupe mené par Heinrich Harrer et composé en outre d'Albert Huizenga et de Russell Kippax,,. Heinrich Harrer est envoyé en 1939 par les autorités nazies dans l'Himalaya pour gravir le Nanga Parbat culminant à 8 125 mètres d'altitude et situé dans le Raj britannique,. La Seconde Guerre mondiale se déclenchant très vite, il est arrêté mais parvient à s'évader vers le Tibet où il passe sept ans au cours desquels il se lie d'amitié avec le dalaï-lama. Rentré en Autriche, il gravit des sommets dans les Andes, en Alaska et en Afrique au cours des années suivantes avant de se lancer dans l'ascension du Puncak Jaya,. Il raconte cette ascension et sa rencontre avec les Papous dans son livre I come from the Stone Age, et dira par la suite, : 

« Sur l'Eiger, je voulais tester mes compétences, dans l'Himalaya, j'ai appris à connaître la solitude, au Tibet, des personnes hors du commun. Sur l'île de Nouvelle-Guinée, j'ai retrouvé tout cela. »

— Heinrich Harrer
Empruntant la même route que la précédente expédition, les quatre hommes réussissent à franchir le col désormais libre de glace qui posa difficulté aux néo-zélandais et le baptisent col New Zealand. Ce retrait des glaces est constaté sur les autres glaciers grâce aux cairns qui avaient été érigés en 1936. Lors de leur passage, les alpinistes en profitent pour élever de nouveaux cairns à l'emplacement des fronts glaciaires de leur époque. Ouvrant une voie désormais baptisée « Voie Harrer » ou « Voie normale », les alpinistes parviennent au sommet du Puncak Jaya le 13 février 1962,.

### Expéditions scientifiques et exploitation minière
En 1963, un atterrissage sur le glacier Carstensz à l'initiative d'un glaciologue américain est annulé en raison du vent et de l'importante couche de neige trop molle pour les roues de l'appareil. Cette catastrophe aérienne a été évitée, ce qui ne fut pas le cas pour deux autres avions. Le premier à s'être écrasé est un avion-cargo de l'armée américaine en 1944 sur le Nga Pulu et dont les restes furent visités par une équipe chargée de récupérer les corps. Le second accident eut lieu en 1963 lorsqu'un avion néerlandais transférant des prisonniers indonésiens entre Merauke et Biak percuta le Puncak Jaya. Cet incident survint au cours de la crise militaire entre les Néerlandais, la puissance coloniale de l'époque en Nouvelle-Guinée occidentale, et l'Indonésie qui souhaitait récupérer ce territoire. Après la période transitoire dirigée par l'Autorité exécutive temporaire des Nations unies et qui prend fin le 1er mai 1963, le gouvernement indonésien crée la nouvelle province de Nouvelle-Guinée occidentale et installe des fonctionnaires à l'intérieur des terres. Cette bureaucratie commence à délivrer des permis pour les alpinistes à partir de 1971 comme ceux en provenance d'Allemagne, d'Autriche, des États-Unis, de Hong Kong et d'Indonésie.
C'est aussi à partir de cette période que le projet de l'exploitation du gisement d'Ertsberg voit le jour lorsqu'une concession minière est accordée par l'Indonésie à la compagnie américaine Freeport-McMoRan,. Ce projet se concrétise par la construction d'une piste carrossable empruntant deux tunnels depuis la côte Sud de l'île de Nouvelle-Guinée jusqu'à l'Ertsberg, l'implantation de villages de travailleurs le long de cette piste et notamment Tembagapura, en français « la ville du cuivre », et la création des infrastructures minières,. L'exploitation de cette mine et les prospections aux alentours permettent la découverte du gisement de Grasberg contenant lui aussi du minerai de cuivre,.
Au début des années 1970 s'organise la plus grande mission scientifique menée pour étudier le Puncak Jaya et ses environs connue sous le nom de Carstensz Glaciers Expeditions. Scindée en deux expéditions, cette mission est composée de scientifiques australiens et d'un indonésien. La première expédition se déroule du 6 décembre 1971 au 10 mars 1972 et la seconde du 1er janvier au 22 février 1973. Obtenant le soutien de Freeport-McMoRan, les scientifiques de la première expédition acheminent leur équipement jusqu'à la mine d'Ertsberg d'où ils effectuent une reconnaissance de la zone durant deux semaines. Ceux de la seconde expédition choisissent une approche depuis Illaga en recrutant des porteurs. Le travail scientifique consiste à étudier les glaciers, notamment les glaciers Carstensz et Meren, réaliser des relevés topographiques, créer une base de données photographique des glaciers, étudier la géologie et notamment les traces de la dernière glaciation et du recul des glaciers et établir un inventaire floristique autour du Puncak Jaya et du Nga Pulu mais aussi au-delà du col New Zealand, sur le plateau de Kemabu. Deux des membres de la seconde expédition profitent de leur présence sur le site pour gravir le Puncak Jaya le 6 février 1973 et placer à son sommet une borne géodésique qui permet par la suite de mesurer précisément l'altitude de la montagne à 4 883,87 mètres. Les résultats de l'expédition se traduisent par la création d'une carte topographique centrée sur les vallées Jaune et de Meren avec pour limites les sommets environnants et les prairies de Carstensz, la constitution d'une banque d'image des glaciers, une meilleure compréhension de la formation, du maintien et de l'évolution des reliefs glaciaires, la caractérisation du climat montagnard autour du Puncak Jaya, l'établissement d'un bilan hydrique pour les glaciers autour du Puncak Jaya, la mise en évidence d'un certain endémisme des espèces floristiques et faunistiques sur le Puncak Jaya et les sommets voisins et une reconstitution des paléoenvironnements avec la mise en évidence d'une influence de l'Homme depuis des centaines d'années,.
En décembre 2007, un camp de base a été aménagé à l'initiative de deux agences tchèques de trekking et d'expéditions. Cet aménagement comprenait deux tentes, l'une servant de lieu de vie et l'autre servant de réserve avec notamment du matériel de camping, d'escalade et de survie. Jusqu'en juillet 2008, ces deux tentes pouvaient être utilisées par n'importe qui désirant faire l'ascension du Puncak Jaya et demandant au préalable le code ouvrant la tente servant de réserve. Le mois suivant, ces installations légères sont retrouvées détruites et pillées, vraisemblablement par des Papous, si bien qu'elles ne seront pas réaménagées et réapprovisionnées.

## Ascension

### Formalités et acheminement

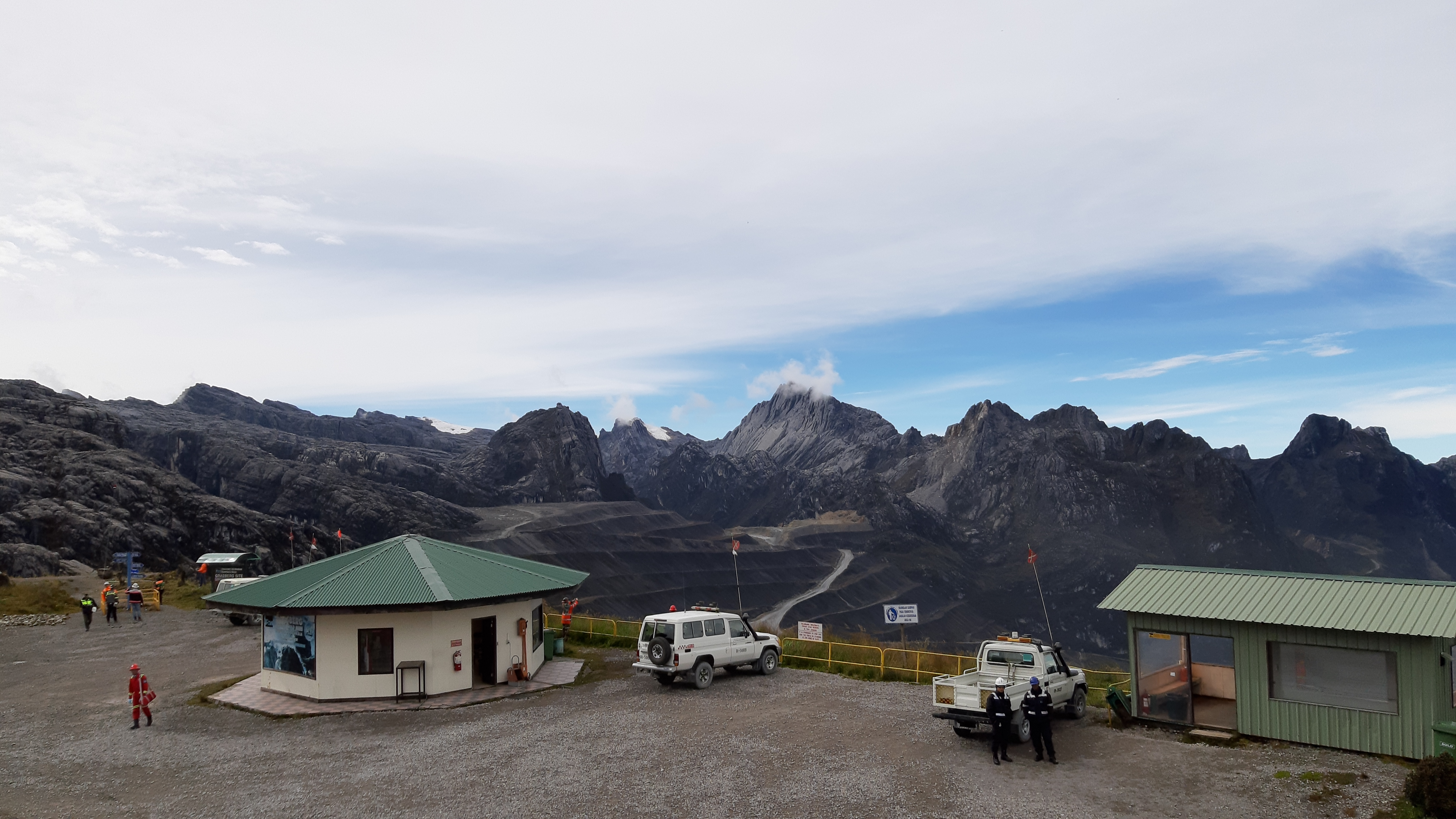
Le Puncak Jaya (au centre) vu depuis le point d'observation de la mine de Grasberg à l'ouest.

Depuis l'incorporation par la force et les pressions diplomatiques de la Nouvelle-Guinée néerlandaise à l'Indonésie le 1er mai 1963,, la principale difficulté pour les alpinistes désirant gravir le Puncak Jaya reste l'insécurité régnant dans la région,,. Cette insécurité est provoquée par les guérillas menées par différents groupes armés, notamment l'Organisation pour une Papouasie libre, contre les autorités indonésiennes depuis 1965. Ainsi, des permis sont obligatoires pour s'approcher de la montagne lorsque son accès n'est pas simplement interdit comme entre 1995 et juillet 2005. Ces groupes armés peuvent s'en prendre aux touristes, y compris les alpinistes, dont certains y ont laissé la vie.
Ces permis sont réputés difficiles à obtenir en raison de la bureaucratie locale et sont obligatoires pour se payer les services d'un hélicoptère car un pilote transportant des passagers non munis des permis en question risque de perdre sa licence de vol. Ces autorisations sont délivrées entre autres par la police secrète indonésienne, la police fédérale, l'armée et les ministères des affaires étrangères et du tourisme à la fois à Jakarta, la capitale de l'Indonésie, et à Jayapura, la capitale de la province de Papouasie. Cependant, bien qu'il soit nécessaire d'obtenir les permis de Jakarta pour obtenir les permis provinciaux à Jayapura, les autorités provinciales ne sont pas obligées de délivrer les leurs, si bien que les démarches effectuées à Jakarta peuvent se révéler infructueuses. Ces formalités font qu'une expédition pour gravir le Puncak Jaya demande des mois, voire des années de préparation.
Les alpinistes ayant résolu les démarches administratives font ensuite face aux difficultés d'acheminement. La région est encore mal cartographiée, et les infrastructures routières sont réduites au minimum. De plus, de nombreux contrôles des permis sont effectués avec confirmation de la part des autorités ce qui multiplie les occasions de se voir interdire de progresser dans son voyage. L'accès à pied au camp de base prend en moyenne six jours à partir de l'aéroport le plus proche situé à Illaga,, en direction de l'est-nord-est,. Ce trek vers le Puncak Jaya commence à environ 2 000 mètres d'altitude dans une forêt pluviale très humide jusqu'au plateau de Kemabu à environ 3 500 mètres d'altitude. Là, la marche se fait dans une forêt clairsemée de fougères arborescentes via le lac Larson et en direction du col New Zealand, un col situé à environ 4 500 mètres d'altitude à environ deux kilomètres à vol d'oiseau au nord-nord-est du Puncak Jaya, et où la neige n'est pas rare. La descente du col du côté de la vallée de Meren se fait face au versant Nord du Puncak Jaya, en direction du camp de base situé à environ 4 300 mètres d'altitude,,.
Le second moyen par voie terrestre consiste à passer par la mine de Grasberg située à l'ouest du Puncak Jaya,,. Cet accès est constitué d'une piste caillouteuse partant de la ville de Timika et rejoignant la mine par le sud via la ville de Tembagapura,. Entre Tembagapura et la mine s'offre le choix de continuer sur la piste en passant par des tunnels ou bien d'emprunter un téléphérique. De la mine, une piste part vers l'est en direction du Puncak Jaya qui est atteint après avoir dépassé le Zebra Wall, une falaise à l'aspect rayé, et la vallée de Meren. Néanmoins, cette voie d'accès est impraticable en raison du refus de la compagnie minière Freeport-McMoRan de délivrer les permis autorisant les alpinistes à passer par la mine,. L'hélicoptère, bien que revenant très cher, constitue le meilleur moyen de se rendre au camp de base au pied du Puncak Jaya,. Ces deux derniers moyens d'accès permettant de rejoindre le pied du Puncak Jaya en seulement quelques heures en partant de basses altitudes, il est fortement recommandé de passer une nuit au Zebra wall situé à environ 3 700 mètres d'altitude afin de s'acclimater au changement d'altitude. La dernière voie d'accès venant du village de Tsinga au sud et contournant le Puncak Jaya par l'est pour passer par le col New Zealand est elle aussi fermée,,.
Tous ces obstacles ne facilitent pas l'accès au Puncak Jaya et son ascension si bien que cette montagne est réputée pour être le plus difficile des sept sommets,,. En février 2008, à peine plus d'une centaine d'alpinistes avaient gravi la montagne,. Parmi ceux-ci, quelques-uns uns des plus célèbres sont Heinrich Harrer, alpiniste autrichien ayant participé à la première ascension de la face nord de l'Eiger, Reinhold Messner, celui qui a proposé le Puncak Jaya comme alternative au mont Kosciuszko pour la liste des sept sommets mais également premier alpiniste ayant réussi l'ascension des quatorze sommets de plus de 8 000 mètres d'altitude et second alpiniste à avoir gravi les sept sommets, Ripto Mulyono, un Indonésien membre de l'équipe nationale d'alpinisme d'Indonésie ayant déjà gravi vingt fois le Puncak Jaya en 2005, ou encore Frenky Kowass, un Indonésien qui a installé les premières cordes fixes sur la « voie normale ».

### Ascension du sommet

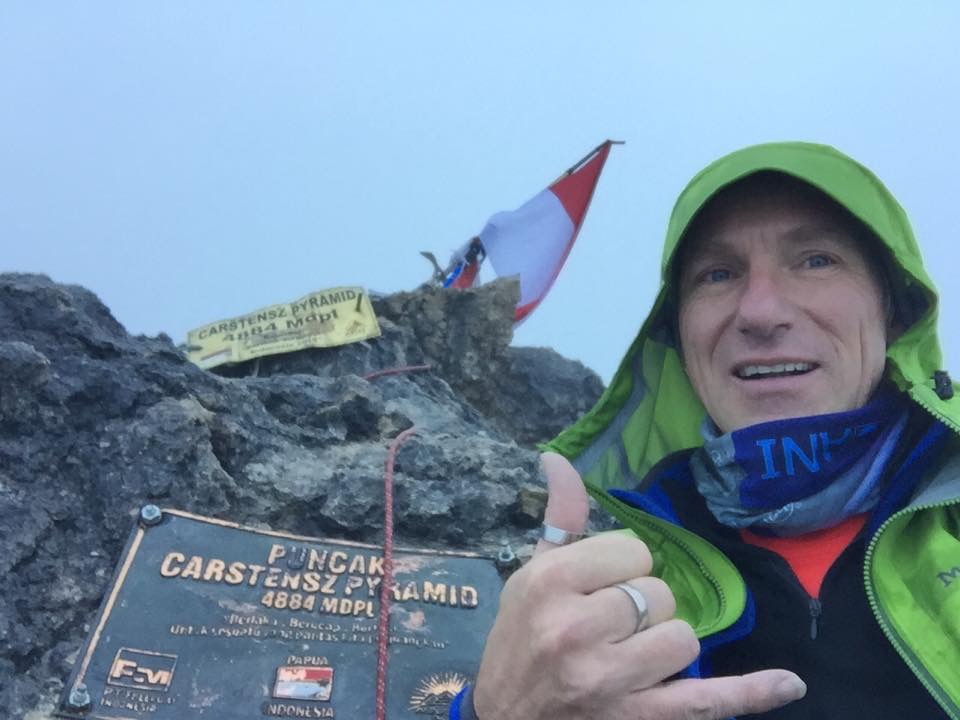
Alpiniste au sommet du Puncak Jaya le 16 janvier 2015.

La voie d'ascension la plus facile pour le sommet du Puncak Jaya est la « Voie normale » ou « Voie Harrer »,, du nom d'Heinrich Harrer, le chef de la première expédition ayant gravi la montagne,. La difficulté de cette voie est évaluée par l'UIAA de III à IV sur la majeure partie du trajet entre le camp de base et le pied du dernier mur où la pente varie de 10 à 15°. Le dernier mur est constitué d'une paroi rocheuse quasiment à la verticale de 80 mètres de hauteur où la difficulté augmente pour atteindre V à V+. La roche étant très dure, il y a très peu de rochers instables et d'éboulis si bien que ce passage pose généralement peu de difficultés. Une fois cette falaise franchie, la progression se fait sur une arête rocheuse en dents de scie jusqu'au dernier obstacle, une falaise de dix mètres de hauteur mais totalement lisse ce qui fait augmenter la difficulté de VI à VII+,. Cette dernière falaise peut être soit escaladée à l'aide de poignées bloquantes, soit contournée,. La descente du sommet se fait ensuite essentiellement en rappel grâce à des cordes de grande longueur. Cette ascension aller-retour entre le camp de base et le sommet par cette voie dure de douze à quinze heures.
Deux autres voies existent pour atteindre le sommet mais elles sont plus difficiles. L’American Direct propose une ascension directe vers le sommet essentiellement par de l'escalade. Cette voie exposée est de difficulté croissante à mesure que l'on s'approche du sommet. La troisième voie, l’East Ridge, est de difficulté intermédiaire entre la « Voie Normale » et l’American Direct. Elle offre une progression dans des terrains accidentés, donc avec un risque de chute de rochers, et avec quelques passages plus escarpés.
Le climat équatorial présent dans la région entraîne une faible variation annuelle des températures et des précipitations. Ces conditions climatiques font que l'ascension du Puncak Jaya peut être entreprise tout au long de l'année malgré son altitude proche des 5 000 mètres,. La meilleure période de la journée pour gravir le sommet est de cinq heures du matin à deux heures de l'après-midi lorsque les précipitations sont en principe absentes,. En revanche, le temps changeant rapidement à cause de l'altitude, des conditions climatiques aussi variées que du soleil, de la pluie et de la neige peuvent être rencontrées au cours d'une même ascension.

## Écosystème

### Menaces

Montage de deux images satellite illustrant le recul des glaciers autour du Puncak Jaya entre 1990 et 2003.

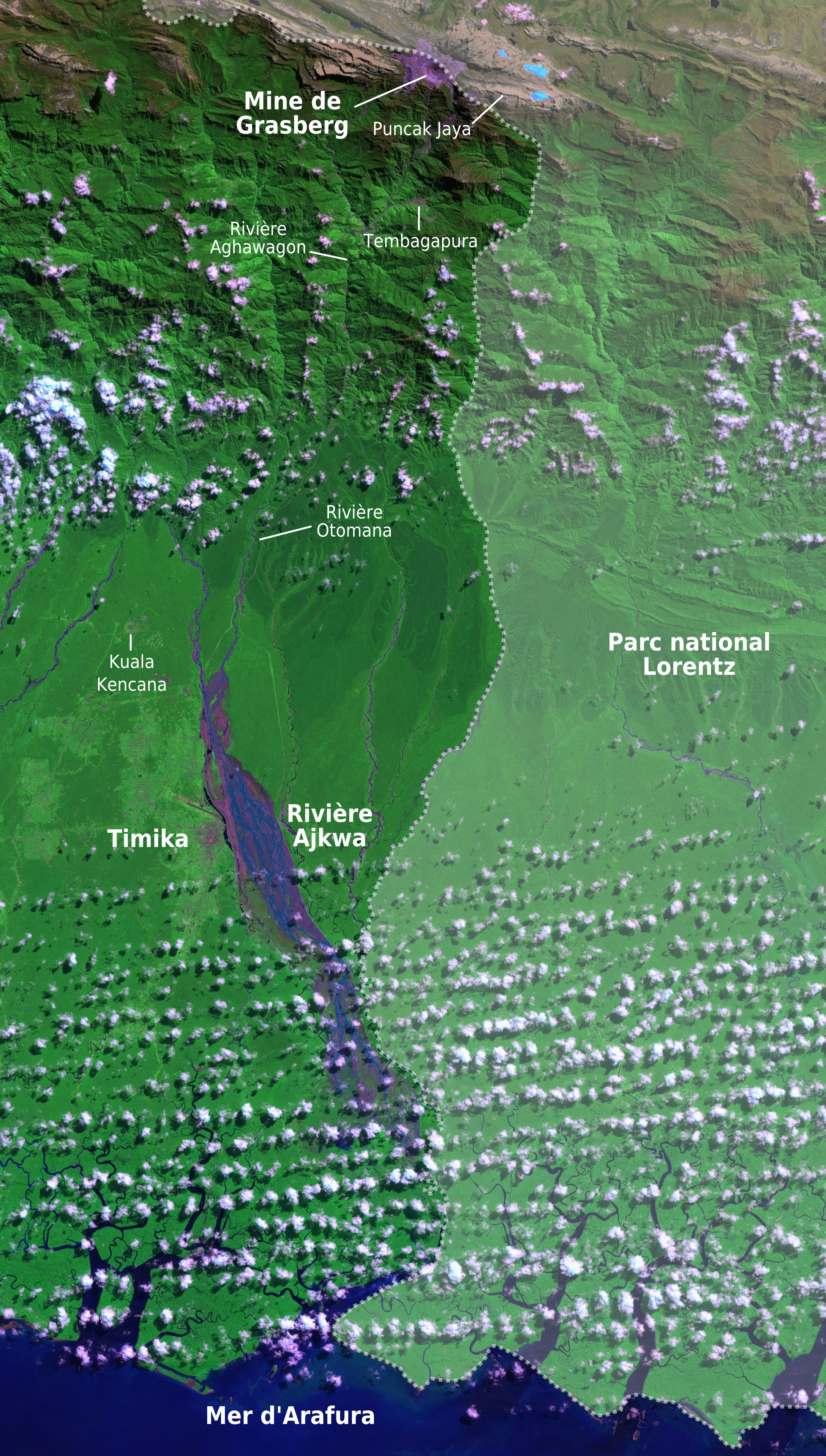
Image satellite d'une partie de la Papouasie centrale montrant le Puncak Jaya et la mine de Grasberg (en haut) et les rejets miniers dans la rivière Ajkwa à la limite du parc national de Lorentz.

Le changement climatique serait l'un des phénomènes responsables de la fonte prononcée des glaciers de Nouvelle-Guinée dont celui du Puncak Jaya,,. Le glacier du Puncak Trikora situé lui aussi en Nouvelle-Guinée a déjà entièrement fondu dans les années 1960. La fonte de ces glaciers, qui se traduit par la diminution de leur volume, de leur superficie et de leur longueur, est observée depuis le milieu du XIXe siècle et avec précision depuis 1936,,. Les mesures depuis le début du XXe siècle sont effectuées par vues aériennes, par la construction de cairns à l'extrémité des langues glaciaires et par des relevés topographiques,. Ces observations sont corroborées par les extrapolations qui indiquent un début du retrait des glaciers au milieu du XIXe siècle. Ainsi, entre 1936 et l'expédition australienne de 1972 à 1974, le front du glacier Meren a reculé de 1 375 mètres, perdant une centaine de mètres en altitude, sa surface a diminué de 0,9 km2 tandis que le front du glacier Carstensz reculait lui de 533 mètres, perdait aussi une centaine de mètres d'altitude pour une diminution de la superficie du glacier de 0,35 km2,. Entre ces deux dates, la totalité des surfaces couvertes de glace autour du Puncak Jaya est passée de 13 à 6,9 km2 de superficie,. En 2002, la superficie des glaciers du Puncak Jaya et des sommets environnants totalisait 2,1 km2 dont 0,7 km2 pour le glacier Carstensz tandis que les glaciers Meren et Wollaston avaient déjà disparu en 2000,.
Cette perte de volume et de superficie glaciaire entraîne des conséquences sur le biotope situé aussi bien à proximité immédiate qu'à plus grande distance. Ainsi, les surfaces dégagées des glaces et les zones de surcreusement qui se remplissent d'eau formant des lacs sont colonisées par la faune et la flore et la cryoflore est obligée de migrer vers des altitudes plus élevées tout en disposant d'un biotope réduit. Ce retrait des glaciers traduit soit un bilan hydrique négatif, soit un phénomène cyclique de surge glaciaire. L'explication la plus probable du retrait des glaciers autour du Puncak Jaya reste une perte de masse due au changement climatique, sans toutefois écarter l'hypothèse d'une combinaison avec une surge glaciaire. Un autre facteur, de faible ampleur mais inhabituel, mis en évidence au cours des Carstensz Glaciers Expeditions est la diminution de l'albédo des glaciers par augmentation de la cryoflore à la surface de la glace,.
La présence de la mine de Grasberg à quelques kilomètres à l'ouest du Puncak Jaya représente une certaine menace pour l'écosystème de la montagne et des sommets environnants. Actuellement, les nuisances ne les atteignent pas car la mine se situe en aval des montagnes et les rejets miniers partent vers le sud en direction de la mer d'Arafura. Le périmètre de la mine est aussi bien délimité car elle est située en bordure de la concession accordée à Freeport-McMoRan. Le Puncak Jaya est inclus dans le parc national de Lorentz, ce qui écarte l'établissement de toute activité économique autre que celle exercée traditionnellement par les Papous. Mais l'éventualité de la découverte de nouveaux gisements plus proches du Puncak Jaya et qui impliquerait une extension de la concession minière n'est pas impossible, en raison de l'existence d'une clause stipulant que des concessions minières peuvent être accordées dans le parc, si les gisements sont qualifiés de « rares et d'une extrême grande valeur ». Le projet de la construction d'une route menace aussi le secteur du Puncak Jaya depuis 1997. Cette route devrait relier la mine de Grasberg à la ville de Beoga située au nord-est en passant par le massif du Puncak jaya. Différents tracés sont envisagés, mais la construction d'une route dans ce secteur a déjà été incluse dans le plan de développement du parc national de Lorentz. La construction d'une nouvelle mine ou d'une route entraînerait de graves menaces pour l'écosystème alpin du Puncak Jaya, avec la destruction d'une partie de l'habitat, son morcellement, l'introduction d'espèces animales et végétales ou encore l'afflux de personnel ou de visiteurs.

### Protection

Carte du parc national de Lorentz incluant le Puncak Jaya à son extrémité nord-ouest.

Le Puncak Jaya est inclus dans le parc national de Lorentz qui couvre une partie des monts Maoke et de la plaine méridionale de l'île de Nouvelle-Guinée sur 25 056 km2 de superficie. Ce parc, créé en mars 1997 sur la base d'une réserve naturelle, est inscrit en 1999 sur la liste du patrimoine mondial de l'UNESCO. Il a pour vocation de préserver les écosystèmes dont 90 % sont considérés comme vierges mais aussi le mode de vie traditionnel des Papous. Toute activité autre que la recherche scientifique et le mode de vie traditionnel des Papous est ainsi interdit. Afin d'éviter que les rejets de la mine de Grasberg présente à l'ouest n'empiètent sur le parc, une zone tampon a été créée conjointement avec Freeport-McMoRan sur toute la bordure ouest du parc. Toutefois, cette zone tampon s'arrête au sud de la mine de Grasberg et couvre donc seulement une petite partie des contreforts des monts Maoke au sud du Puncak Jaya.